# Château de Hingsange
Le château de Hingsange (en allemand Hingsingen) était situé en Lorraine allemande dans l’actuel département de la Moselle à proximité du village de Grostenquin. Il est mentionné pour la première fois en 1266.

## Description
D'après une description de 1597, il était formé de quatre corps disposés autour d'une cour carrée, flanqué de tours rondes et entouré de fossés. La tour Sainte Barbe abritait une chapelle castrale. Sans doute gravement endommagé par les guerres du XVIIe siècle, le château a été partiellement reconstruit par les Helmstatt au XVIIIe siècle. Entièrement détruit à la Révolution française, ce n’est plus aujourd’hui qu’une simple ferme.

## Les seigneurs de Hingsange

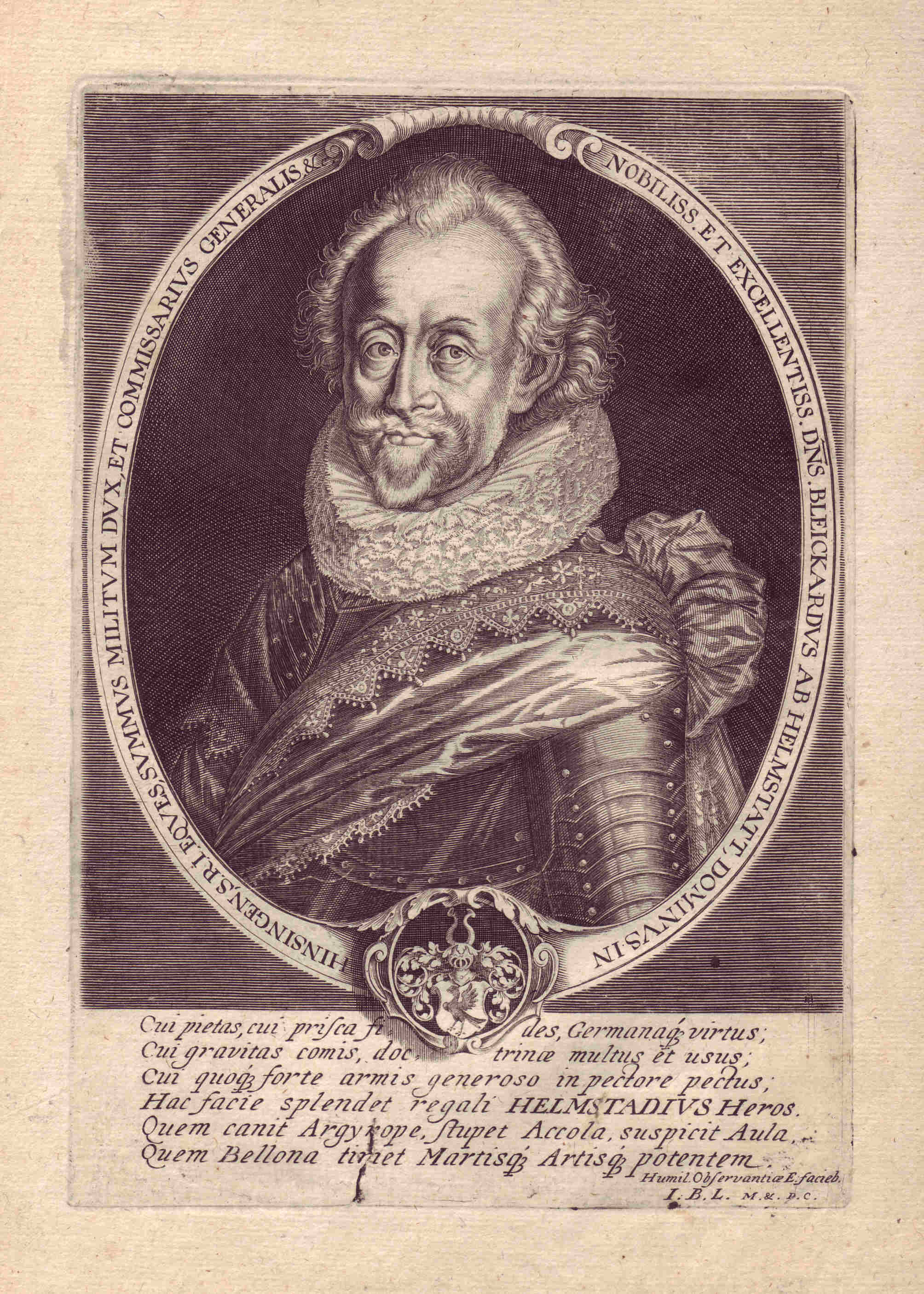
Bleickard d’Helmstatt, seigneur d'Hingsange (1571-1636)

La seigneurie de Hingsange faisait initialement partie de l’avouerie de l’abbaye de Saint-Avold (Moselle) dont elle semble avoir été détachée au XIIe siècle. Elle relevait de principauté épiscopale de Metz qui était une principauté ecclésiastique du Saint-Empire romain germanique. La seigneurie de Hingsange comprenait les villages de Bérig, Obrick, Eschweiler, Bermering, Béning, Bistroff, Bertring, Linstroff, Grostenquin et Hingsange. La seigneurie de Francaltroff qui comprenait une partie des villages de Francaltroff, Léning et Montdidier y avait été rattachée mais était un franc-alleu.
En 1242 la seigneurie de Hingsange se trouve en possession de la famille de Brucken, originaire de Bliesbruck dans le Bliesgau. À la suite de partages entre les familles héritières des von Brücken, elle se trouve en possession de diverses familles dont les Pallant et les Bayer de Boppart. Les Helmstatt, originaires du Kraichgau, héritent à la suite du mariage de Jean de Helmstatt et de Gertrude de Pallant en 1479, d’une partie de la seigneurie. Ils parviendront peu à peu à acquérir l’ensemble de la seigneurie qu’ils conserveront jusqu’à la Révolution française. Après l'occupation par la France du territoire des Trois-Évêchés en 1552 et leur cession définitive en 1648 (traités de Westphalie), les seigneurs de Hingsange devinrent vassaux du Roi de France.

## Toponymie
- Honquezange (1266), Hinquezenge  (1364), Hunguezenges (1366), Hinguesanges (1371), Hingesengen ou Hingesingen (1376), Hungesingen (1409 et 1447), Hünsingen (1547), Hinquesange, Hinguezange et Aingesange (1756), Hingsange (1817), Hinguesange (XIXe siècle).

## Sources
- Die Alten Territorien des Bezirkes Lothringen nach dem Stande vom 1. Jan. 1648. II. Teil, Straßburg 1909, p. 176-185
- Barth, Hermann Peter. Die Herrschaft Hingsingen. Zeitschrift für die Geschichte der Saargegend. XII Saarbrücken 1962, p. 134-148
- Bouteiller, Dictionnaire topographique de l'ancien département de la Moselle, rédigé en 1868.